# Fissidens subangustus
Fissidens subangustus là một loài Rêu trong họ Fissidentaceae. Loài này được M. Fleisch. mô tả khoa học đầu tiên năm 1904.